# John McCrea (músico)
John McCrea (nacido en 1965) es un miembro fundador de la banda Cake, origininaria de Sacramento, California. Es el vocalista y el letrista principal de la banda, además de tocar la guitarra, el piano, y el vibraslap. También programa las baterías y hace las mezclas, además de producir todos los álbumes junto al resto de la banda.

## Biografía
Antes de Cake, McCrea pasó la mayor parte de la década de 1980 tocando en varias bandas o como solista. Su banda de mediados del decenio de 1980, John McCrea and the Roughousers, grabaron las canciones "Love You Madly" y "Shadow Stabbing", que más tarde fueron regrabadas por Cake (ambas en el disco del 2001 Comfort Eagle). Esta banda incluía a Michael Urbano (batería), Pete Costello (bajo) y Robert Kuhlmann (guitarra).
A fines de la década de 1980, McCrea se muda a Los Ángeles y comienza a tocar acústicos en las cafeterías locales. Su primer lanzamiento en solitario fue un sencillo en vinilo de dos caras llamado Rancho Seco. Por un lado era electrónico y por el otro acústico. El LP fue una protesta contra la ahora fuera de servicio planta de energía nuclear Rancho Seco, construida al sureste de Sacramento.

## Vida personal
McCrea es un activista vocero de causas humanitarias, en particular del calentamiento global y de la pobreza en el mundo. Utiliza con frecuencia la página web del grupo y los conciertos como plataforma para aumentar la conciencia sobre estas y otras causas.
La voz de McCrea tiene una muy particular "aspereza", que es especialmente evidente cuando canta en las partes bajas de su rango vocal. Además, es conocido por cantar hablando (Sprechgesang) las letras en muchas de sus canciones, a veces en una especie de monotonía energética, como en los éxitos "The Distance" y "Never There". También es conocido para el regreso espacio algunas de sus palabras como lo hace en la versión "I Will Survive" de "Fashion Nugget". McCrea también canta con frecuencia fuera de compás, ritmos de jazz y haciendo hincapié en las consonantes de las palabras, en lugar de las vocales. El sencillo "Perhaps, Perhaps, Perhaps" es un buen ejemplo de esto.

## Colaboraciones
Ha colaborado con Ben Folds, cantando en el tema "Fred Jones, Parte 2" en el disco del 2001 Rockin' the Suburbs e interpretando la canción en vivo con Folds y en el disco de Fold del 2002 Ben Folds Live.
John McCrea contribuyó con su voz en "El Headphonist", un tema del disco Atlas de la banda de rock mexicana Kinky.